# Home Taping Is Killing Music

Logo der Kampagne

Home Taping Is Killing Music (engl. etwa ‚Mitschneiden mittels Kassettenrekorder tötet die Musik‘) war eine Kampagne der British Phonographic Industry. Sie wurde 1980 ins Leben gerufen. Der Slogan trug den Untertitel And it’s illegal (‚Und es ist illegal‘) und zeigte im Logo eine Audiokassette mit zwei gekreuzten Knochen, im Stil einer Piratenflagge. Der Slogan war meist als Aufkleber auf Plattencovern zu finden.
Beweggrund der Kampagne waren das damals populäre Kopieren von Musik (z. B. in Form von Mixtapes) mit Kassettenrekordern und die damit einhergehende Befürchtung der Industrie, existenzbedrohende Umsatzrückgänge verzeichnen zu müssen.

## Reaktionen

Parodie des Kampagnenlogos als Selbernähen vernichtet Mode

Die Kampagne wurde häufig parodiert mit Slogans wie Home Sewing Is Killing Fashion (‚Selbernähen vernichtet die Mode‘), Home Cooking Is Killing the Restaurant Industry (‚Selberkochen vernichtet die Gastronomie-Branche‘), Home Fucking Is Killing Prostitution (‚zu Hause ficken vernichtet die Prostitution‘) oder – in ironisch gebrochenem Denglisch – Homedrinking Is Killing Gastwirt (‚Daheim saufen ist des Gastwirts Tod‘). Andere drehen den Slogan um zu Music Industry Kills Music (‚Die Musikindustrie vernichtet die Musik‘) oder DRM Is Killing Music (‚Digitales Rechtemanagement vernichtet die Musik‘) oder ersetzten die alte Audiokassette durch einen zeitgemäßeren iPod.

Gegensymbol DRM Is Killing Music

Andere Musiker griffen die Kampagne ebenfalls auf. So verkaufte zum Beispiel die US-amerikanische Rock-Band Rocket from the Crypt T-Shirts mit dem Logo und dem Slogan Home Taping Is Killing the Music Industry: Killing Ain’t Wrong.
Die No-Wave-/Noise-Rock-Band Sonic Youth druckte das Logo zusammen mit dem Bandnamen auf T-Shirts.
1981 veröffentlichte die US-Punk-Band Dead Kennedys ihre EP In God We Trust, Inc. Auf der originalen Kassetten-Version befanden sich auf Seite A alle Lieder des Albums. Auf Seite B befand sich der Spruch „Home taping is killing record industry profits. We left this side blank so you can help“. Die englische Metal-Band Venom verwandte auf ihrem zweiten Album Black Metal den Spruch „Home taping is killing music… So are Venom.“ Auf der Beilage der Demoaufnahme Triumph of Death der von Venom inspirierten schweizerischen Band Hellhammer wiederum findet sich die Parole: „Venom are killing music… Hellhammer are killing Venom“.

Aufdruck des Logos auf der Innenhülle einer 1983 in Großbritannien erschienen Schallplatte

Das Cover des Albums Workers Playtime des Sängers Billy Bragg enthielt den Hinweis „Capitalism is killing music – pay no more than £4.99 for this record“.
Auf dem im Jahr 2001 erschienenen Album Demotape der deutschen Hip-Hop-Gruppe Fettes Brot befand sich das nachgezeichnete Original-Logo der Kampagne als zentraler Bestandteil des Covers. Ebenso wurde es 2004 von der Filesharing-Suchmaschine The Pirate Bay aufgegriffen und in deren Logo eingearbeitet.
Das Rockfestival „la route du rock“ in St. Malo verwendet das Logo der Kampagne.
Trotz dieser Maßnahmen der Plattenindustrie wurde die Europa-Tournee 1982 der Rolling Stones vom Kassettenhersteller TDK gesponsert.

## Ähnliche Kampagnen
Mit der gleichen Botschaft wie die Kampagne der British Phonographic Industry, allerdings in Bezug auf Filesharing, führt die norwegische Sektion des Weltverbandes der Phonoindustrie seit 2007 eine Kampagne mit dem Slogan „Piracy Kills Music“ (‚Piraterie vernichtet Musik‘). Das Logo der Kampagne zeigte ebenfalls einen Totenschädel.
Im Jahre 2000 startete die deutsche Musikindustrie eine Kampagne gegen das Brennen von Musik-CDs unter dem Motto „Copy kills music“.
Die deutsche Filmindustrie versuchte ab November 2003, ebenfalls ausgelöst durch das zunehmend praktizierte Filesharing, mit der Kampagne „Raubkopierer sind Verbrecher“ mehr Schuldgefühle beim Austauschen urheberrechtlich geschützter Filme zu entwickeln.
Die Federation Against Software Theft, eine britische Non-Profit-Organisation der Software-Industrie, verbreitete in den 1980er Jahren den Slogan „Piracy is theft“ (‚Piraterie ist Diebstahl‘) der später auch von ähnlichen Organisationen wie der US-amerikanischen Filmorganisation Motion Picture Association of America verwendet wurde. Das Logo zum Slogan griff – wie die Kampagne „Home Taping Is Killing Music“ – auf das Totenkopfsymbol der Piratenflagge „Jolly Roger“ zurück, das in einem Verbotsschild dargestellt wurde.